# Carl Georg Rogberg
Carl Georg Rogberg, född den 6 augusti 1789 i Växjö, död den 28 januari 1834 i Uppsala, var en svensk präst och universitetslärare. Han var sonson till Samuel Rogberg, bror till Olof Erland Rogberg och far till Carl Erik Johan Rogberg. 
Rogberg blev student vid Uppsala universitet 1807, filosofie magister 1815, prästvigd samt förordnad till docent vid prästbildningsseminariet och teologiska fakultetens notarie samma år samt teologie kandidat 1818. Han förordnades till seminarieprefekt och kyrkoherde i Heliga Trefaldighets församling i Uppsala 1823, erhöll professors titel samt blev ledamot av Uppsala domkapitel 1827, ledamot av bibelkommissionen 1828, teologie doktor 1830, professor i pastoralteologi samt kyrkoherde i Gamla Uppsala församling 1831. Tillsammans med Jonas Arvid Winbom utgav Rogberg Ecklesiastik tidskrift (1825–1831). 
Rogberg bidrog kraftigt till höjandet av den praktiska prästutbildningen vid Uppsala universitet. Han gjorde sig även känd som en för sin tid synnerligen framstående predikant och religiös skriftställare. I början av sin prästerliga bana anslöt han sig till Lehnbergs predikostil med dess oratoriska prakt och tunna innehåll. Han bröt sig emellertid loss därifrån under inflytande av Samuel Ödmanns krav på ett enklare och kärnfullare predikospråk och blev även mera bibliskt fulltonig än tidigare och mera så än Ödmann. Som medlem av bibelkommissionen var han också till stor nytta genom sin grundliga kännedom om Nya testamentets grundspråk och sin framstående stilistiska förmåga. Först efter hans död utkom hans högt skattade Predikningar (2 band, 1835; 2:a upplagan 1838–1839) liksom hans samlade skriftetal (1839).